# 车四十四
《车四十四》，2001年伍仕贤自编自导的香港电影短片，短片内容简单卻寓意深远。演员有龚蓓苾、吴超、李易祥、周逵。

## 剧情
影片是由真实的故事改编，短片介绍了一名女司机駕駛公車在偏僻的山路上行驶，途中上来了一位小伙，两个人谈话中产生了好感。在公车行驶的路上遇到了兩個匪徒，他们上车劫走了所有乘客的財物，可是匪徒们并没有为此收手，也把女司机拉到车下对她进行了强暴。危急的时刻，全车的乘客都想着「多一事不如少一事」而选择无动于衷，只有该小伙一人下去营救女司机，但是他也被匪徒用刀刺中了腿部、暴打了一顿。之后，两个匪徒扬长而去，精神受创的女司机回车上，却把小伙赶出了公车，带着其他乘客们继续上路。小伙只好搭上别的车继续前进，后来他发现前方出现众多警察，问了之後才得知，女司机将公车开下了山崖，不管是她还是其他乘客都无一幸免。

## 奖项
本片获得电影界很大的反响。在第58届威尼斯国际电影节获得评委会大奖，2002年美国圣丹斯电影节评委会特别表扬奖，获选第55届戛纳国际电影节获得导演双周特约影展影片，此三种奖项都是华语影片头一次获得该奖项。获得2002年佛罗里达电影节最佳短片大奖。

### 類似交通意外
司機個人原因
- 2018年重庆万州公交车坠江事故，媒體將之與本事件比較[1]
- 2016年台灣陸客團火燒車，台灣遊覽車司機因為性侵女導遊判刑，令妻兒欲返中國大陸而預謀縱火洩憤，保釋期間酒駕並潑油自焚拉乘客陪葬，導致全員26人死亡，包括遼寧省旅行團24人。
- 2020年貴州公交車墜入虹山湖水庫事件